# Altersangst

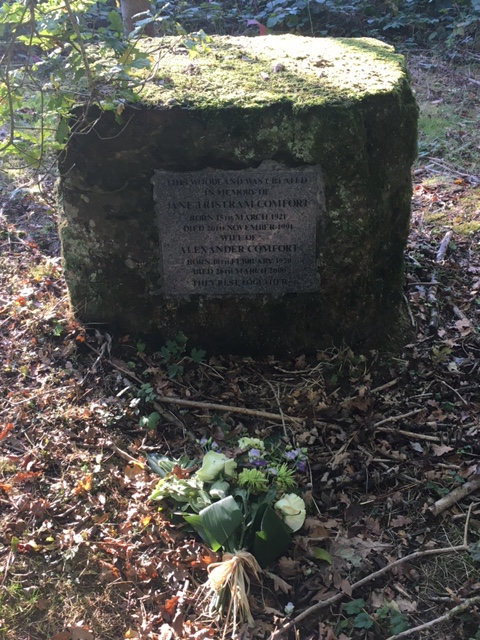
Grab des Gerontologen Alex Comfort (1920–2000), der der Gerontophobie 1967 ihren Namen gab und ihre Ursache in der Angst vor der eigenen Vergänglichkeit vermutete.

Altersangst umfasst sowohl Ängste vor dem Altwerden und dem Altsein als auch vor alten Menschen. Übertriebene, bisweilen krankhaft gesteigerte Ängste dieser Art werden in Anlehnung an den psychiatrischen Phobiebegriff als Gerontophobie (von altgriechisch γέρων gérōn, deutsch ‚Greis‘, und φόβος phóbos, deutsch ‚Furcht‘) bezeichnet, womit manchmal aber auch Formen von Diskriminierung von und Vorurteile gegenüber Älteren gemeint sind. Die angstbezogenen Phänomene, um die es in diesem Artikel geht, sind unter dem englischen Fachbegriff der Aging Anxiety aktueller Gegenstand psychologischer Forschung. Die in den Sozialwissenschaften als Ageism bezeichneten Phänomene werden demgegenüber im Artikel Altersdiskriminierung beschrieben.
Als psychische Ursache werden vor allem Abwehrmechanismen im Umgang mit tieferliegenden Ängsten angesehen, insbesondere vor dem Tode. Ausmaß und konkrete Ausprägung von Altersängsten unterscheiden sich dabei sowohl individuell als auch in ihrer Verteilung zwischen den Geschlechtern und über verschiedene Kulturen, hängen von sozioökonomischen Faktoren ab und sind historisch gesellschaftlichen Veränderungen unterworfen. Sie wirken sich ihrerseits auf die Kultur der jeweiligen Gesellschaft aus, prägen das Verhältnis der Generationen untereinander und beeinflussen die psychische Gesundheit der unweigerlich dem Alterungsprozess unterworfenen Menschen. Empirisch erweisen sich Alters- und Todesangst als bedeutende individuelle bestimmende Faktoren für Ageism.
Besonderes Augenmerk erfährt Gerontophobie in der medizinischen Psychologie und Soziologie im Zusammenhang der Dynamik zwischen medizinischem Personal einerseits und betagten Patienten andererseits, da Angst und destruktive Formen ihrer Abwehr Gewalt in der Pflege sowie Pflege- und Behandlungsfehler auslösen können. Bei der Analyse ihrer Ursachen und Folgen werden neben individuellen Faktoren auch institutionelle Strukturen von Krankenhäusern sowie Alten- und Pflegeheimen betrachtet.

## Konzepte

### Gerontophobie
Die Bezeichnung „Gerontophobie“ für die Ablehnung älterer Menschen aufgrund irrationaler Ängste wurde 1967 vom Arzt und Gerontologen Alex Comfort geprägt. Weitere Verbreitung erfuhr der Begriff durch den Soziologen Joseph H. Bunzel. Dieser definierte Gerontophobie als

“unreasonable fear and or irrational hatred of older people by society and by themselves.”

„unvernünftige Angst und/oder irrationaler Hass gegenüber älteren Menschen seitens der Gesellschaft und seitens ihrer selbst.“

Sein im Vergleich zu Comfort radikaleres Konzept hatte Bunzel seit 1965 auf Tagungen vorgestellt. Er ging davon aus, dem Problem der Altendiskriminierung liege eine krankheitswertige Angststörung zu Grunde, die – in unterschiedlichen Schweregraden – ein ganzes Fünftel der US-amerikanischen Bevölkerung erfasst habe. Diese Ansicht, die er 1969 auch vor dem Committee on Ways and Means vertrat, stützte er auf eigene unveröffentlichte Untersuchungen, welche für eine statistische Analyse allerdings zu klein waren.
Während Bunzels Bemühungen dazu führten, dass der Begriff der Gerontophobie verstärkt Einzug in den sozialwissenschaftlichen Diskurs erhielt, wurden seine weitergehenden Thesen hierzu nicht angenommen. Vom Psychologen Ralph D. Norman wurde sein Ansatz dafür kritisiert, dass er Gerontophobie zwar als massenpsychopathologischen Abwehrmechanismus betrachtet, dabei aber keine Erklärung für geschlechtsspezifisch unterschiedliche Ausprägungen – wie dass Frauen häufiger ihr Alter zu verschleiern versuchen als Männer – bietet. Der Medizinsoziologe Erdman B. Palmore stimmte seiner Definition zu, widersprach aber der Annahme einer derart weiten Verbreitung ernsthafter Ausprägungen von Angst oder Hass gegenüber Alten; echte Gerontophobie sei tatsächlich selten. Zur Charakterisierung verbreiteter Vorurteile und gesellschaftlicher Ausschlüsse zulasten Älterer empfahl er stattdessen den Begriff Ageism. Dieser war 1969 vom Arzt und Gerontologen Robert N. Butler in Analogie zu Sexismus und Rassismus eingeführt worden, 1975 spezifizierte er ihn zur Beschreibung von Altendiskriminierung. In der folgenden Zeit konnte sich das Konzept Ageism sowohl in der Vorurteilsforschung als auch im breiteren englischen Sprachgebrauch etablieren, wobei teilweise auch Benachteiligungen junger Menschen aufgrund ihres Alters darunter gefasst werden.
Nicht immer werden die Begriffe Gerontophobie und Ageism klar voneinander abgegrenzt. So gebrauchte etwa die Geisteswissenschaftlerin Kathleen M. Woodward beide selbst austauschbar, verwies aber auf die Möglichkeit, sie auf gleiche Weise zueinander in Beziehung zu setzen, wie dies Gloria I. Joseph und Adrienne Rich mit dem Begriffspaar Homophobie und Heterosexismus getan haben: Gerontophobie als ängstliche Reaktion des Individuums, Ageism als politisches Vorurteil. Hinsichtlich des genaueren Verhältnisses indes finden sich in der Fachliteratur unterschiedliche Sichtweisen: Manche betrachten Gerontophobie als individuelle Erscheinungsform oder Folge von Ageism, andere sehen in ihr die tiefere Ursache gesellschaftlicher Altendiskriminierung.
Nach Palmore handelt es sich bei der Gerontophobie im Sinne einer Neurose ebenso wie bei Gerontophilie um extreme Formen von persönlichem Ageism, die in der US-amerikanischen Gesellschaft tatsächlich beide nur selten auftreten. Für die Annahme einer Massenneurose habe Bunzel keine Nachweise vorgelegt. Zahlreiche Studien zeigten vielmehr, dass die meisten Leute mildere Formen von Vorurteilen gegenüber Älteren hegten, in die sich überdies einige positive Stereotype mischten. Weder fürchte der durchschnittliche Amerikaner Angriffe oder ernsthafte Gefahr von Älteren, noch hassten die meisten Amerikaner Ältere. Umgekehrt neigten die meisten dazu, ihr eigenes Altern zu fürchten. Solche Ängste mögen teilweise unvernünftig und etwas übertrieben sein, doch besäßen sie zum einen eine Grundlage in der Realität zunehmender Behinderung und Sterblichkeit im hohen Alter, zum anderen würden diese Ängste typischerweise nicht die normale Funktionsfähigkeit beeinträchtigen, was aber ein übliches Kriterium zur Diagnose einer Neurose darstelle. Der Begriff der Gerontophobie sollte dementsprechend jenen neurotischen Extremfällen vorbehalten werden, in denen die Angst die normale Funktionsfähigkeit beeinträchtigt. Die Soziolinguisten Nikolas und Justine Coupland wiesen darauf hin, dass eine pathologisierende Auffassung wie die bunzelsche selbst zur Legitimierung von Altendiskriminierung genutzt werden könnte.
Der Psychiater Robert J. Campbell beschreibt das Verhältnis von Gerontophobie und Ageism folgendermaßen:

“At least in part, ageism may be based on primitive fears of aging and death, but the specific recognized pathologic fear of old age or of aging is termed gerontophobia.”

„Zumindest teilweise dürfte Ageism auf primitiven Ängsten vor dem Altern und dem Tod beruhen, doch die spezifische, anerkannte pathologische Angst vor hohem Alter und dem Altwerden wird als Gerontophobie bezeichnet.“

### Aging Anxiety
Anxiety About Aging („Angst vor dem Altern“) – meist kurz Aging Anxiety – beschreibt negative Gefühle und Ängste, die mit dem Älterwerden verbunden sind. Als eigenständiger Fachbegriff wurde er 1993 von Kathleen P. Lasher und Patricia J. Faulkender geprägt. Um die Angst vor dem Altern messbar zu machen, entwickelten sie die mehrdimensionale Anxiety about Aging Scale (AAS) als psychologisches Testverfahren. Zu drei Typen der Angst (vor dem Altwerden, vor dem Altsein, vor alten Menschen) und vier Dimensionen des Alterns (physisch, psychisch, sozial, transpersonal/spirituell), im Hinblick auf welche Testpersonen Angst zum Ausdruck bringen können, wurden zunächst 84 Aussagen formuliert, zu denen über Likert-Skalen der Grad ihrer Zustimmung erfragt wurde.
|               | Angst vor dem Altwerden                                              | Angst vor dem Altsein                                                       | Angst vor alten Menschen                        |
| ------------- | -------------------------------------------------------------------- | --------------------------------------------------------------------------- | ----------------------------------------------- |
| physisch      | „Je älter ich werde, desto mehr sorge ich mich um meine Gesundheit.“ | „Mir hat noch nie davor gegraut, alt auszusehen.“                           | „Alte Menschen sind attraktiv.“                 |
| psychisch     | „Ich fühle mich immer besser, je älter ich werde.“                   | „Ich mache mir Sorgen, dass ich im Alter mein Gedächtnis verlieren könnte.“ | „Alte Menschen machen mir Angst.“               |
| sozial        | „Ich mache mir Sorgen über den Ruhestand.“                           | „Ich werde nicht allein sein, wenn ich alt bin.“                            | „Alte Menschen sind eine Bürde für die Jungen.“ |
| transpersonal | „Ich denke nie über das Sterben nach.“                               | „Ich gehe davon aus, mich mit dem Leben wohlzufühlen, wenn ich alt bin.“    | „Die meisten alten Menschen wären lieber jung.“ |

Bei der Hauptkomponentenanalyse dieser jeweils zur Hälfte positiv und negativ formulierten Items zeigte sich, dass die zwölf hypothetischen Variablen, die sich aus den drei Angsttypen und vier Altersdimensionen ergeben, nicht stochastisch unabhängig sind. Vielmehr traten folgende vier latente Variablen („Faktoren“) zu Tage:
1. Angst vor alten Menschen (Fear of Old People)
2. Bedenken bezüglich des eigenen psychischen Wohlbefindens im Alter (Psychological Concerns)
3. äußeres Erscheinungsbild im Alter (Physical Appearance)
4. Verlustangst (Fear of Losses)

Nach Elimination von Items im Einklang mit den Ergebnissen der Hauptkomponentenanalyse umfasst die AAS zwanzig Items (fünf für jeden der vier ermittelten Faktoren). Diese Skala wurde mehrfach validiert und für den mexikanischen, taiwanesischen und spanischen Kontext sowie die Testung Älterer adaptiert. Der psychometrische Ansatz von Lasher und Faulkender ist heute der maßgebliche Zugang zur empirischen Erforschung der Altersangst.
Neben dieser multidimensionalen Skala werden auch eindimensionale Skalen angewandt. So enthält der 1980 entwickelte Aging Opinion Survey (AOS) die persönliche Angst vor dem Altern als einen von drei Faktoren zur Messung der allgemeinen Einstellung gegenüber Alten und dem Altern. Darauf aufbauend kam Scott M. Lynch 2000 nach konfirmatorischer Faktorenanalyse zu der Ansicht, Angst vor dem Altern lasse sich als eine einzige latente Variable beschreiben.

## Ursachen

### Angst vor Tod und Verlust
Sehr verbreitet sind Interpretationen, nach denen Gerontophobie auf andere Ängste zurückzuführen ist, vor allem auf die Angst vor dem Tode, vor Krankheit und Verfall, aber auch Angst davor, endgültig die eigene Abhängigkeit von früheren Anführern einzubüßen und selbst auf eine sorgetragende Rolle zurückgeworfen zu sein. Diese vielfältige Wiederkehr des Verdrängten brachte der Psychoanalytiker Hyman L. Muslin wie folgt auf den Punkt:

“The elderly carry the message of the eventual fate awaiting us all!”

„Die Alten überbringen die Botschaft des Schicksals, das uns alle letztendlich erwartet!“

Auch psychometrisch lässt sich – zumindest unter US-amerikanischen Christen – ein enger Zusammenhang zwischen Alters- und Todesangst mithilfe der AAS einerseits und der Multidimensional Fear of Death Anxiety Scale (MFODS) andererseits nachweisen: Hohe Werte auf den Dimensionen zum physischen Erscheinungsbild und zu Verlustängsten der AAS erwiesen sich beide als gute Prädiktoren für Tangible Death Anxiety (Ängste vor bekannten Folgen und Begleiterscheinungen des Sterbens), darüber hinaus korrelierten Verlustängste mit Existential Death Anxiety (Ängste mit Bezug auf das Ungewisse).
In älteren Untersuchungen unter dem Personal US-amerikanischer Pflegeheime war bereits ein Zusammenhang zwischen Angst vor dem Tod einerseits und Angst vor dem Altern sowie negativen Einstellungen gegenüber Älteren andererseits festgestellt, das damals zugrundegelegte Testverfahren jedoch aufgrund seiner Eindimensionalität kritisiert worden.
Die Bedeutung von Verlusterfahrungen für die Psychodynamik alter Menschen wurde vom Gerontopsychiater Hartmut Radebold hervorgehoben. Zunehmend betreffen Verluste im Alter hochbesetzte Objektbeziehungen, hochbesetzte physische und psychische Funktionen sowie Autonomie, sicherheitgebende soziale Umwelt und schließlich das eigene Leben als solches. Diese Häufung bedrohlicher Verluste, narzisstischer Kränkungen und Attacken (Vorwürfe, Einengungen, Gewalt) machen das Altern zu einem traumatischen Vorgang. In ihrer daran anschließenden Analyse der Rolle von Angst und Scham in der Altenpflege betont die Erziehungswissenschaftlerin Katharina Gröning den engen Zusammenhang von Verlust, Angst und Scham. Der Prozess des Alterns spiele sich immer mehr innerhalb dieser Trias ab, die von Pflegebedürftigkeit, chronischer Krankheit und vor allem Demenz verdichtet werde. Sie bilde auch den Rahmen, in dem nicht nur die alten Menschen selbst ihr Altern erleben, sondern auch die sie Pflegenden – vor allem nach Situationen erlittenen Verlusts an Würde („Entweihungen“), durch Triebangst und Schamerfahrungen – Angst vor alten Menschen entwickeln.

### Persönlichkeitseigenschaften

Schematische Darstellung des Fünf-Faktoren-Modells der Persönlichkeit (Big Five).

Empirische Untersuchungen der Psychologinnen Lori A. Harris und Stephanie M. Clancy-Dollinger mit der AAS zur Rolle individueller Persönlichkeitseigenschaften ergaben, dass von den Big Five genannten fünf Hauptdimensionen der Persönlichkeit ausgeprägter Neurotizismus die stärkste Korrelation mit Ängsten in Bezug auf die physische Erscheinung, das psychische Wohlbefinden und vor Verlusten im Alter aufweist. Bezüglich der Angst vor alten Menschen zeigte sich dagegen keine Korrelation mit Neurotizismus, sondern vielmehr mit niedrigen Werten bei Verträglichkeit und Gewissenhaftigkeit. Die Forscherinnen weisen allerdings darauf hin, dass nur 7–15 % der Altersangst sich mithilfe dieses Modells erklären lassen.

### Gesellschaftliche Rahmenbedingungen
Die Annahme, beim „Problem des Alters“ handele es sich lediglich um die Übernahme eines negativen Altersstereotyps, problematisiert Gröning: Insbesondere die Interventionsgerontologie habe sich damit an der Individualisierung des Altersdilemmas beteiligt. Die damit einhergehenden Doppelbotschaften führten dazu, dass die Allgemeinheit der Person nicht mehr gesichert ist und das sonst Sicherheit gebende Gefühl, wie alle anderen auch zu sein, ein ganz normaler Mensch zu sein, im Alter gefährlich wird. Auf gesellschaftlicher Ebene würden alte Menschen einerseits zu mehr Konsum motiviert, andererseits werde ihr Verbrauch als Plünderung der Sozialsysteme diskreditiert. Den – vor allem im westlichen Kulturraum beliebten – Ansatz „aktiven“ und „produktiven“ Alterns kritisieren die russische Philosophin Assol D. Campos und ihr Kollege Alexei G. Tscheban dafür, dass er das Problem der Anpassung der Gesellschaft an den demographischen Wandel ad absurdum führe, indem die Älteren dazu gedrängt würden, das Leben der Jüngeren zu leben. Mit ihrer Kritik an einer gerontophoben Kultur wandten sie sich auch gegen die von Massenprotesten begleitete Reform des russischen Rentensystems 2018, mit der das Renteneintrittsalter stark angehoben wurde.
Die russische Soziologin Tatjana W. Smirnowa weist darauf hin, dass die Medikalisierung des Alters dazu geführt hat, den Alterungsprozess zu pathologisieren und gerontologische Probleme in geriatrische zu verwandeln. Der Sinnverlust dieser Lebensphase und das damit verbundene Vermeidungsverhalten führe bei älteren Menschen zur Unfähigkeit, alt zu werden, und bei jüngeren zur Unfähigkeit, das Alter adäquat wahrzunehmen.

### Geschlechts- und kulturspezifische Aspekte

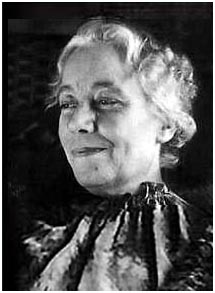
Karen Horney (1938)

Bereits 1939 formulierte die Psychoanalytikerin Karen Horney die Hypothese einer spezifisch weiblichen „Altersphobie“ (age phobia):

“Since for such a long time women’s only attainable fulfillment(s) […] were obtained through men, it necessarily became of paramount importance to please […] But such a concentration on the importance of erotic attractiveness implies an anxiety for the time when it might eventually diminish in value. We should consider it neurotic if men became frightened or depressed when they approached the fifth decade. In a woman this is regarded as natural […] but throws its shadow over her entire life.”

„Da Frauen für solch lange Zeit nur über Männer zu Erfüllung gelangen konnten, wurde es notwendigerweise von größter Bedeutung, zu gefallen. Eine solche Konzentration auf die Bedeutsamkeit erotischer Attraktivität impliziert jedoch eine Angst vor jener Zeit, da ihr Wert schwinden mag. Wir sollten es als neurotisch ansehen, wenn Männer verängstigt oder deprimiert werden, wenn sie sich der fünften Dekade nähern. Bei einer Frau wird dies als natürlich betrachtet, doch wirft es einen Schatten auf ihr ganzes Leben.“

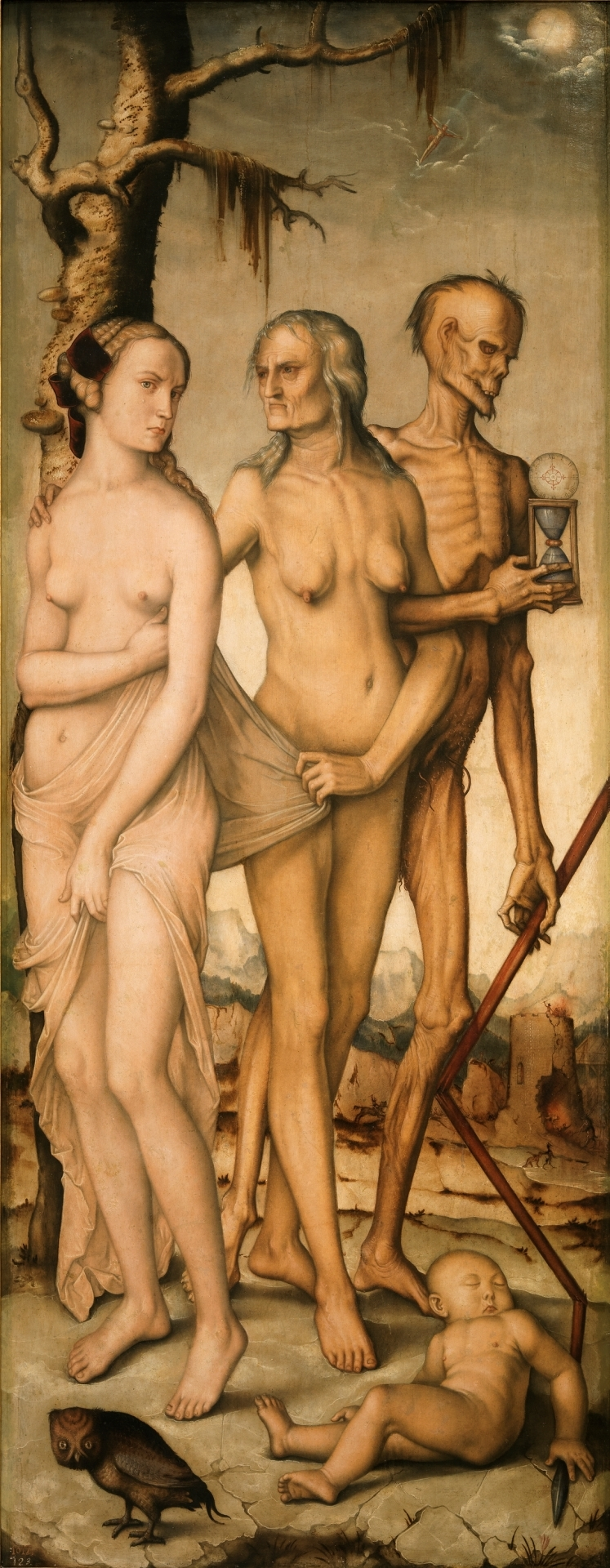
Das Gemälde Die Lebensalter und der Tod (1541–1544) des deutschen Renaissance-Malers Hans Baldung inszeniert erotische Weiblichkeit als christliches Vanitas-Motiv: Eine Allegorie des Todes hat bereits die alte Frau ergriffen, welche der jungen Frau ihrerseits die Hand auf die Schulter legt. Zu ihren Füßen liegt ein totes Kind, und eine Eule – als Symbol der Weisheit – blickt die Betrachterin direkt an, sie vor den Folgen der Sünde zu warnen. Einzig Jesus Christus spendet Hoffnung am Himmel über einer verwüsteten Landschaft.

Auch im 21. Jahrhundert konnte stärkere Besorgnis von Frauen hinsichtlich des eigenen Erscheinungsbilds im Alter für die Vereinigten Staaten, Deutschland, die Türkei, Taiwan und Israel psychometrisch festgestellt werden. In Südkorea ließ sich dagegen mit der gleichen Methode – bei stärker ausgeprägter allgemeiner Altersangst – für keine Form von Angst vor dem Alter ein Geschlechtsunterschied messen.
Die Soziologinnen Anne E. Barrett und Cheryl Robbins betonen die Notwendigkeit, sich bei der Analyse weiblicher Angst vor dem körperlichen Alterungsprozess nicht auf summarische Indikatoren zu beschränken, sondern den verschiedenen möglichen Quellen dieser Angst genauer nachzugehen. Was wird gefürchtet: geringere Attraktivität im Alter, schlechtere Gesundheit, der Verlust der Fruchtbarkeit? Bei der empirischen Untersuchung dieser Fragen fanden sie, dass es vor allem heterosexuelle Frauen – geschieden oder in angespannten Liebesbeziehungen – sind, die altersbedingten Attraktivitätsverlust fürchten; glücklich verheiratete Frauen sind hiervon weniger betroffen, ebenso homo- und bisexuelle Frauen, welche dem male gaze in geringerem Maße unterworfen sind. Während finanzielle Abhängigkeit Ängste vor verminderter Attraktivität und Gesundheit im Alter verstärkt, sind es eher finanziell relativ unabhängige Frauen, die Unfruchtbarkeit fürchten. Dass Ängste vor schwindender Attraktivität Frauen psychisch stärker belasten als solche vor sich verschlechternder Gesundheit, bewerten sie vor dem Hintergrund der größeren Ernsthaftigkeit gesundheitlicher Beeinträchtigungen als Widerhall eines „Doppelstandards des Alterns“.
Obwohl insbesondere die US-amerikanische Gesellschaft vielfach als von Jugendlichkeit besessen und besonders gerontophob beschrieben wird, zeigen empirische Untersuchungen in kulturell so unterschiedlichen Ländern wie Deutschland, der Türkei oder Südkorea, dass Altersangst in diesen eurasischen Ländern weiter verbreitet ist. In der BRD betrifft dies im Vergleich zu den USA alle vier Dimensionen der AAS, wobei deutsche Probanden insbesondere eine deutlich stärker ausgeprägte Angst vor älteren Menschen zeigten. Die Psychologinnen Margie E. Lachman und Rebecca J. Yun betonen, dass der größere Respekt, der Älteren in vielen asiatischen Gesellschaften entgegengebracht wird, nicht notwendigerweise auch dazu führt, dass die unvermeidlichen Verluste weniger gefürchtet werden, die mit dem Alterungsprozess einhergehen.
Für die USA weisen die Gerontologinnen Tingjian Yan und Kathleen H. Wilber und der Soziologe Merril Silverstein darauf hin, dass manche vermeintlich kulturellen Differenzen zwischen weißen, schwarzen und Latino-Boomern hinsichtlich Altersangst tatsächlich auf sozioökonomische Faktoren zurückzuführen sind. In Israel haben die Psychologen Yoav S. Bergman, Ehud Bodner und Sara Cohen-Fridel in einer vergleichenden Studie die Einstellungen von jungen Juden und muslimischen Arabern gegenüber Alten und dem Altern untersucht. Einerseits ließ sich dabei feststellen, dass die arabischen Probanden ihre eigene Kultur generell als altenfreundlicher wahrnehmen als die jüdischen die ihre und Erstere auch weniger negative Vorurteile und Vermeidungsverhalten gegenüber Älteren zeigten als Letztere. Andererseits zeigte sich, dass die arabischen Frauen stärkere Aversionen gegenüber Alten hegen als arabische Männer, während es sich unter jüdischen Männern und Frauen gerade andersherum verhält. Auch haben arabische Frauen deutlich mehr Angst vor dem Altern als arabische Männer; insbesondere zeigte sich eine ausgeprägte Geschlechterdifferenz bei Verlustängsten, die unter jüdischen Israelis nicht auftritt. Die Forscher sehen eine möglich Erklärung darin, dass den Frauen in arabischen Familien in besonders starkem Ausmaße die Pflege alter Angehöriger obliegt, wodurch sie den Folgen des Alterungsprozesses unmittelbar ausgesetzt sind und überdies die Lasten der Care-Arbeit alleine tragen müssen, welche in jüdischen Familien viel häufiger an institutionelle Einrichtungen oder migrantische Care-Arbeiterinnen ausgelagert wird. Sie weisen aber auch darauf hin, dass sich die Situation dieser jungen, meist gut ausgebildeten arabischen Israelis von der in anderen arabischen Ländern unterscheidet, die Beobachtungen daher nicht ohne weiteres übertragbar sind.

### Rolle der Medien
Die Schriftstellerin Herrad Schenk verweist auf den Gegensatz zwischen der nachdenklichen Atmosphäre privater Gespräche über das eigene Altern oder das von Angehörigen einerseits und „den schrillen Tönen und aufgeregten Schlagzeilen“ seit Mitte der 1990er Jahre andererseits:

„Die Alten kommen! Hilfe, wir vergreisen! Auf dem Weg in die Altenrepublik! Altersbeben! Altersrevolution! Kampf der Generationen! Krieg der Jungen gegen die Alten!“

Der „Kampf der Generationen“ finde eher als medieninszeniertes Spektakel denn als wirkliche Auseinandersetzung zwischen den Generationen statt und sei schon aufgrund der strukturellen Unterschiede zwischen dem Alter und anderen sozialen Kategorien unwahrscheinlich, da – anders als im Falle von Ethnie, Klasse oder Geschlecht, die nicht ohne weiteres gewechselt werden können – der Übertritt in die Kategorie der Alten unausweichlich ist.

## Bedeutung

### Gerontophobie als Ursache von Ageism
Woodward argumentiert, dass die Angst vor dem Tod in der westlichen Kultur so stark sei, dass es gar unmöglich sein könnte, individuelle phobische Reaktionen überhaupt von sozialen Konstruktionen und Praktiken des Alterns – also Ageism – zu unterscheiden. Insbesondere im Rahmen der Terror-Management-Theorie von Jeff Greenberg et al. wird der Angst vor der eigenen Sterblichkeit eine zentrale Rolle bei der Entstehung und Aufrechterhaltung von Ageism zugeschrieben. Im Rahmen einer systematischen Übersichtsarbeit zur quantitativen Studienlage kamen die Sozialpsychologin Sibila Marques und ihre Kollegen 2020 zu dem Ergebnis, dass es sich bei Alters- und Todesangst um die robustesten individuellen Determinanten für Ageism handelt.
Greenberg et al. unterscheiden „proximale“ und „distale“ Abwehrmechanismen im Terrormanagement. Distanz zu alten Menschen diene der proximalen Abwehr, welche das Individuum vor dem unmittelbaren, bewussten Gewahrsein des Todes schützt. Diese Distanz kann physisch hergestellt werden (durch Meidung alter Menschen, Diskriminierung auf dem Arbeitsmarkt oder Unterbringung im Altenheim) oder auch psychisch (durch Deindividualisierung, Abwertung oder Othering). Formen distaler Abwehr dienten demgegenüber dazu, unerwünschte Gedanken an den Tod daran zu hindern, überhaupt erst bewusst zu werden, insbesondere auf dem Wege verstärkter Selbstidentifikation als Kulturwesen und Verleugnung der tierischen Natur des Menschen. Damit einher gehe die Notwendigkeit zur Kontrolle des Körpers, der – jedenfalls im westlichen Kulturkreis – den Charakter eines kulturellen Symbols entwickelt hat und eine bedeutende Quelle des Selbstwertgefühls bildet.
Die Folgen dieser kulturellen Einhegung der Körperlichkeit für die Sexualmoral der Alterssexualität und die damit verbundene Entmenschlichung alter Menschen beschrieb die französische Philosophin Simone de Beauvoir in ihrem Buch Das Alter (frz. La Vieillesse):

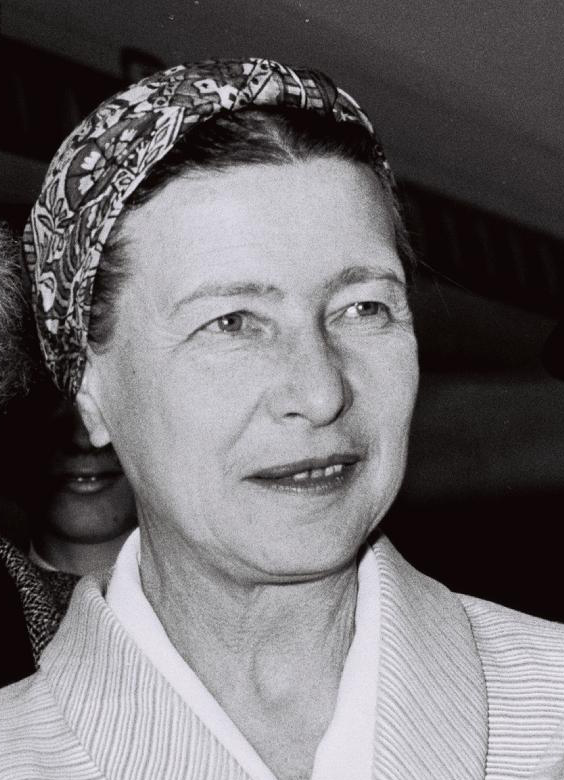
Simone de Beauvoir (1967)

« Si les vieillards manifestent les mêmes désirs, les mêmes sentiments, les mêmes revendications que les jeunes, ils scandalisent ; chez eux l’amour, la jalousie semblent odieux ou ridicules, la sexualité répugnante, la violence dérisoire. Ils doivent donner l’exemple de toutes les vertus. Avant tout on réclame d’eux la sérénité ; on affirme qu’ils la possèdent, ce qui autorise à se désintéresser de leur malheur. L’image sublimée qu’on leur propose d’eux-mêmes, c’est celle du Sage auréolé de cheveux blancs, riche d’expérience et vénérable, qui domine de très haut la condition humaine ; s’ils s’en écartent, alors ils tombent en dessous : l’image qui s’oppose à la première, c’est celle du vieux fou qui radote et extravague et dont les enfants se moquent. De toute façon, par leur vertu ou par leur abjection ils se situent hors de l’humanité. »

„Offenbaren die Alten die gleichen Begierden, die gleichen Gefühle, die gleichen Ansprüche wie die Jungen, so erregen sie damit Ärgernis; Liebe und Eifersucht erscheinen scheußlich oder närrisch bei ihnen, Sexualität abstoßend, Gewalt lächerlich. Sie haben ein Beispiel der Tugendhaftigkeit abzugeben. Vor allem verlangt man von ihnen Gelassenheit; man versichert sich, dass sie jene besäßen, und gestattet sich dadurch, sich für ihr Unglück nicht weiter zu interessieren. Das erhabene Selbstbild, das man ihnen anträgt, ist das des Weisen, bekränzt mit einem Heiligenschein aus weißem Haar, reich an Erfahrung und ehrwürdig, die menschliche Natur weit überragend; weichen sie hiervon ab, so fallen sie umso tiefer: das Bild verkehrt sich in sein Gegenteil, es ist das des alten Narren, der dummes Zeug faselt, Spinnereien nachhängt und über den die Kinder sich lustig machen. In jedem Fall, ob nun aufgrund ihrer Tugend oder ihrer Schändlichkeit, stehen sie damit außerhalb des Menschseins.“

In etwas anderer Perspektive hält auch Gröning fest, dass Alter für beide Geschlechter eine Kastrationsbedrohung darstelle, da es mit Gefühlen der Impotenz, des Lebensunwertes und der Minderwertigkeit einhergeht. Die sozialen Normen des Alters böten auch den Betroffenen selbst insoweit eine Möglichkeit zur Kontrolle und Milderung dieser Gefühle, fordern von ihnen dafür aber Triebverzicht, sobald sie nicht mehr die Rolle leistungsfähiger Konsumenten ausfüllen können.
Für die Arbeitsmarktdiskriminierung Älterer gibt es – wie Greenberg et al. betonen – noch weitere Gründe als den Wunsch nach einem Sicherheitsabstand zu alten Menschen. Umgekehrt warnt der Soziologe Kai Brauer davor, das Vorhandensein von Ageism im Berufsleben einfach dadurch zu „widerlegen“, dass Altersfeindlichkeit und Gerontophobie zum Maßstab gemacht werden.
Altersbezogene Ängste können zur Entsolidarisierung beitragen. Nach de Beauvoir dienen die bürgerlicher Ideologie entspringenden Mythen und Klischees über das Alter dem Zweck, aus dem alten Menschen einen Anderen zu machen und damit innerhalb der Klasse der Ausgebeuteten einen Keil zwischen Werktätige und „Unproduktive“ zu treiben. In den USA kritisierte die Soziologin Shulamit Reinharz Psychologen dafür, der Entfremdung zwischen den Generationen durch die Verbreitung der Ansicht Vorschub geleistet zu haben, dass Eltern, die ihre Kinder als Freunde und Vertraute ansehen, sich altersunangemessen verhielten. Diese Spaltung diene in industrialisierten Gesellschaften dazu, die Ware Arbeit zu mobilisieren und die Einzelnen wettbewerbsfähiger zu machen. Ferner warnte sie vor Entsolidarisierung innerhalb der Frauenbewegung: Zum einen würden Feministinnen – wie jeder andere auch – in einer gerontophoben Kultur sozialisiert, zum anderen habe sich feministisches Bewusstsein gerade aus der Zurückweisung der traditionellen Rolle der Frau als Mutter entwickelt. Vor diesem Hintergrund wies sie darauf hin, dass die von jungen Feministinnen als Zeichen politischer Radikalität verstandene Zurückweisung ihrer eigenen Mütter tatsächlich einem männlichen Radikalitätsverständnis entspräche. Radikal sei es für Frauen jedoch, mit anderen Frauen in Beziehung treten zu können und Schwesternschaft statt Spaltung aufzubauen. Die Soziologinnen Sara Arber und Jay Ginn wiesen auf die Möglichkeit hin, dass Feministinnen – ihrer Ablehnung männlicher Wert-Schätzung nach „Jugend und Schönheit“ zum Trotze – selbst das hohe Alter fürchten, nicht allein aufgrund seiner Auswirkungen auf das äußere Erscheinungsbild, sondern aufgrund des mit ihm verbundenen Verlusts an gesellschaftlicher Macht. Feministinnen strebten zuvörderst nach Unabhängigkeit, und hohes Alter erscheine als wenig vielversprechende Zeit für Empowerment.

### Medizinische Versorgung älterer Patienten

#### Die Gerontophobie der Ärzte
Bereits Comfort hatte bei seiner Betrachtung der Gerontophobie 1967 besonders die geriatrische Arzt-Patient-Beziehung in den Blick genommen. Der deutsche Psychiater Nikolaus Schneemann erklärte 1987 die „Gerontophobie der Ärzte“ damit, dass die „jungen dynamischen, zum Retter ausgebildeten Mediziner“ bei der Behandlung Hochbetagter ständig dadurch frustriert werden, dass das Ziel ihrer Heilung meist nicht verwirklicht werden kann, der Umgang mit ihnen dafür viele bürokratische Aufgaben mit sich bringt, die als professionsfremd empfunden werden, woraus diffuse Aversionen erwüchsen, die die alltägliche Handlungspraxis beherrschen. Die gleichen Motive zur Ablehnung geriatrischer Arbeit hatten sich 1976 in einer Umfrage der American Medical Association in der US-amerikanischen Ärzteschaft gezeigt.
Der Gerontopsychiater Rolf D. Hirsch benennt Gerontophobie von Ärzten und Psychotherapeuten als eines von mehreren Hindernissen bei der psychotherapeutischen Versorgung alter Menschen. Befürchtet und für gegeben genommen würden Erkrankungen, Gebrechlichkeit, Hilfs- und Pflegebedürftigkeit sowie Abhängigkeit und Fremdbestimmung. Im Vergleich zu den objektiven Gegebenheiten seien diese Ängste allerdings oftmals übertrieben. Zugleich würden Hochaltrige, die sich weitgehende Selbständigkeit bewahrt haben, nur wenig wahrgenommen. Da das, was ein alter Mensch noch darf oder wie er sich verhalten soll, weitgehend von den Jüngeren bestimmt würde, weist Hirsch dem Menschenbild der Behandler eine entscheidende Bedeutung für die Psychotherapie Älterer zu.

#### Die Gerontophobie der Schwestern und Pfleger
Das Pflegepersonal befindet sich laut den Pflegewissenschaftlerinnen Vjenka Garms-Homolová und Doris Schaeffer in einem anderen Dilemma als Ärzte: Bei der Pflege hochbetagter Patienten spitzten sich gerade typische Situationen der Pflegepraxis wie die Wiederkehr körperlicher Vorgänge sowie nicht beherrschbare und unaufhaltsame Entwicklungen wie Altern und Sterben zu. Diese sind mit einer Fülle von Tätigkeiten der Grundpflege verbunden, die – trotz ihrer großen Bedeutung für den Patienten – geringeres Ansehen genießen als Tätigkeiten der Behandlungspflege oder ärztliche Eingriffe. Auch für Pflegekräfte kann Hirsch zufolge Gerontophobie aber ein Aspekt von Gegenübertragung aufgrund eigener Ängste sein. Gröning betont gleichsam, dass Krankheit, Verfall und Tod nicht nur für den Patienten selbst beängstigend sind, sondern auch für die Pflegenden. Angst und Scham jedoch seien im professionellen System tabuisiert. Vor diesem Hintergrund bilde diese Angst – eine Angst vor dem Körper, der mit Schmutz gleichgesetzt wird – die „Basis für Ebenen der Nicht-Kultur in der Alten- bzw. Krankenpflege“. Besonders entehrende Situationen, wie sie bei der Pflege Demenzkranker regelmäßig auftreten, sind hier relevant:

„Entweihungen unterliegen dem professionellen Geheimnis. Pflegende sprechen nur in sehr geschütztem Rahmen von ihren Gefühlen, die sie haben, wenn sie Kot zwischen Heizungsrippen hervorholen, aus Steckdosen kratzen oder ihn als »Praline« geschenkt bekommen. Die mit dem Schmutz verbundene Scham macht stumm, und erst die Auflösung des Schamgefühls ermöglicht jenen Prozeß von Wut, Verzweiflung und Trauer, die dann in Gefühle des Mitgefühls und der Empathie übersetzt werden können. Wo dies nicht gelingt, entstehen Sprachlosigkeit und Zorn, Gefühle, die in dauernde Abgrenzung und radikale Kontrolle münden können.“

Der Schutz der Gesellschaft vor dem Bedrohlichen, Chaotischen und Irrationalen der Krankheit bildet eine wesentliche Funktion der professionellen Pflege als Zivilisierungsarbeit. In ihrer Analyse beschreibt Gröning, wie deren strukturelle Bedingungen Kollusion zwischen Patienten und Schwestern hervorbringen: Die Berufskultur der Pflege beruhe auf der – für das bürgerliche Frauenbild konstitutiven – Spaltung von Sexualität und Mütterlichkeit. Der Sexualtrieb der idealen Schwester sei im Sinne des Dienstes an den Schwachen vollständig sublimiert, sie selbst schön, aber nicht triebhaft; lenkend und bestimmt, aber nicht aggressiv. Konfrontiert mit Triebhaftigkeit, könne sich die durch Verleugnung der aggressiven und sexuellen Impulse beförderte Triebängstlichkeit als destruktives Zusammenspiel zwischen Patienten und Schwestern entwickeln. Die Triebangst der Schwestern stelle daher ein bedeutendes Professionalisierungs- und Kommunikationshindernis dar.
Angst und Scham stellen nach Gröning situativ bedeutsame Auslöser für Aggressionen in der Pflege dar (siehe auch Verrohung in der Pflege). Selten sei die Angst als solche einfühlbar, meist trete sie als Abwehr in Erscheinung, als Reaktionsaggression zur Verteidigung der eigenen Ich-Grenzen und als Gefühl des Gefressenwerdens in der Gegenübertragung.

#### Die Schmerzen alter Patienten
Die Schmerzmediziner Stephen W. Harkins, Donald D. Price und Joseph Kwentus stellten 1990 ein mangelndes Forschungsinteresse hinsichtlich Schmerz bei betagten Patienten fest und hielten Gerontophobie für einen möglichen Grund. Die daraus folgenden Forschungslücken bilden laut der Schmerzmedizinerin S. José Closs einen Nährboden für Mythen in der Behandlungspraxis wie jenen, alte Menschen empfänden weniger Schmerz als junge.
Destruktive psychische Abwehrmechanismen des medizinischen Personals können durch Gerontophobie weiter verstärkt werden. Hierin sehen die Registered Nurse Shari Honari und weitere Kollegen um den Rehabilitationsmediziner David R. Patterson einen möglichen Grund für die von ihnen festgestellte Untermedikation betagter Verbrennungsopfer. Die unzureichende Schmerztherapie könne demnach zur Herstellung der nötigen emotionalen Distanz dienen. Vergleichbare Untermedikation alter Patienten wurde in mehreren unabhängigen Studien festgestellt. Harkins et al. betonen, dass es hierfür keine wissenschaftliche Rechtfertigung gebe, und gehen davon aus, dass Gerontophobie sowie Ageism hier eine Rolle spielen.

## Maßnahmen

### Allgemeinheit
Palmore geht davon aus, dass sich die verbreiteten, aber nicht krankheitswertigen Ängste vor dem Älterwerden dadurch mindern lassen, dass darüber informiert wird, dass die meisten alten Menschen bis kurz vor ihrem Tod relativ gesund und tüchtig bleiben. Empirische Daten legen auch einen Zusammenhang zwischen Wissen über das und Angst vor dem Altern nahe. In experimentellen Untersuchungen sowohl mit dem AOS als auch der AAS zeigte sich jedoch, dass die Teilnahme an Kursen über das Erwachsensein und Älterwerden jungen Menschen zwar Wissen über diese Themen vermittelt und auch positive Einstellungen gegenüber alten Menschen fördert, persönliche Ängste über das eigene Altern dadurch aber nicht weniger werden. Dieser Befund wird von Harris und Clancy-Dollinger zum Teil mit stabilen Persönlichkeitseigenschaften erklärt, wobei sie darauf hinweisen, dass nur 7–15 % der Angst vor dem Altern sich auf die Big Five zurückführen lassen. Es gelte daher, weitere Faktoren zu identifizieren, um geeignete Instrumente zur Linderung der Angst vor dem Altern zu entwickeln. Auch die Annahme, dass vermehrter Kontakt mit alten Menschen per se die Angst vor dem Altern bei jüngeren Menschen reduzieren würde, ist empirisch nicht haltbar; eher kommt es auf die Qualität des Umgangs an, wobei auch hier die Studienlage nicht eindeutig ist. Ein Review der Sozialwissenschaftler David Burnes, Karl Pillemer et al. von Studien aus dem Zeitraum 1976–2018 mit insgesamt 6124 Teilnehmern kam zu dem Ergebnis, dass Interventionen gegen Ageism keinen signifikanten Effekt auf die Angst vor dem eigenen Altern haben.
Die Sozialpädagogin und damalige deutsche Bundesfamilienministerin Rita Süssmuth sprach sich 1988 gegen das Ansinnen aus, Ängste im Allgemeinen und die Altersangst im Besonderen ausrotten zu wollen. Lähmende Angst sei zwar zu vermeiden, die „menschenschützende, vielleicht auch entlastende Kraft der Angst“ gelte es dagegen zu bewahren. Dabei ging es ihr um die Fähigkeit, menschliche Schwäche und Gebrechlichkeit eingestehen zu können. Die Gesellschaft stünde an einem Wendepunkt, an dem die Menschen wieder akzeptieren müssten, dass der Tod zur menschlichen Wirklichkeit gehört, doch dürfe dies gerade nicht dazu führen, alles einfach hinzunehmen. Durch den Eintritt in eine zivilisatorische Epoche, in welcher der Mensch weniger Angst vor der Natur als vor dem Menschen selbst und seinem zerstörerischen Potential habe, sei es diese Angst, die die Jugend am stärksten von allen anderen Altersgruppen trenne.

„Deswegen habe ich dafür plädiert, daß wir uns die Altersangst erhalten – vielleicht sollte ich auch sagen: Erhalten wir uns ein Stück der konstruktiven Lebensangst. Sie verbindet zwischen den Generationen und muß nicht trennen.“

Campos und ihre Kollegin Elmira R. Fachrudinowa sehen einen Ausweg aus der Logik der Angst darin, das Altwerden bereits im Voraus zu planen und die eigene zukünftige Rolle in Familie und Gesellschaft zu bestimmen.

### Gesundheitsbereich
Zur Verbesserung der medizinischen Versorgung älterer Patienten riet der niederländische Mediziner Jan D. Mulder bereits 1984, dieser wichtigen Patientengruppe im Rahmen der ärztlichen und pflegerischen Ausbildung mehr Aufmerksamkeit zu schenken und eine geeignete Vorauswahl bei der Zulassung von Assistenzärzten zur Weiterbildung in jenen Fachgebieten zu treffen, in denen die Versorgung Älterer eine zentrale Rolle spielt. Allerdings wird auch über dreißig Jahre später noch eine zu geringe Rolle der Geriatrie im Medizinstudium bemängelt, die zum Desinteresse angehender Ärzte an diesem Fachgebiet beiträgt. An der Virginia Commonwealth University wurde das PALETTE-Programm entwickelt, um der Gerontophobie von Studierenden medizinischer Fächer mithilfe eines kollaborativen Kunstprojekts mit älteren Freiwilligen zu begegnen. Hierbei zeigte sich – neben einer besseren Einstellung gegenüber älteren Menschen nach Teilnahme am Programm – anhand der AAS eine signifikante Minderung von Bedenken der studentischen Probanden bezüglich des eigenen psychischen Wohlbefindens im Alter, allerdings gab es keine signifikanten Unterschiede hinsichtlich der anderen drei Faktoren der Altersangst.
Für die Pflege hebt Gröning die Notwendigkeit hervor, die Sprachlosigkeit zu überwinden, die mit Angst und Scham einhergeht. Angst und ihre Bewältigung müssten sich „an einer realistischen Hoffnung und an der Gewißheit eines sinnvollen Tuns“ orientieren, daher sei es wichtig, dass Beziehungen und Bemühungen nicht mit dem Tod plötzlich wertlos würden. Gefühlen, die in den pflegerischen Institutionen bisher hauptsächlich als Symptome auftreten, müsse mehr Raum gegeben werden. So sei es etwa nötig, das „Keine-Zeit-Symptom“ – also die Produktion von Hektik in der Pflege – auch unter dem Gesichtspunkt einer Strategie der Vermeidung und Angstbewältigung zu verstehen. Solche Rituale müssten reflektiert, die psychosoziale Dimension der Pflege stärker anerkannt und eine biografische Haltung kultiviert werden, um zu einer „Kultur der Angstbewältigung“ zu gelangen. Der äußere Zeit- und Systemdruck sowie die Abwertung der Pflegearbeit – so stellt sie 2014 fest – hat sich im 21. Jahrhundert jedoch unter dem Druck von Reformen wie der Agenda 2010 noch verschärft.

### Fachliteratur
- Kathleen P. Lasher, Patricia J. Faulkender: Measurement of Aging Anxiety: Development of the Anxiety about Aging Scale. In: The International Journal of Aging and Human Development, 1993, Band 37, Nr. 4, S. 247–259, doi:10.2190/1U69-9AU2-V6LH-9Y1L
↳ methodische Hintergründe zum testpsychologisch operationalisierten Altersangstkonzept (Aging Anxiety)
- Katharina Gröning: Entweihung und Scham. Grenzsituationen in der Pflege alter Menschen. Mabuse-Verlag, Frankfurt am Main 2014 (6. Auflage), ISBN 978-3-86321-187-5.
↳ ausführliche psycho- und institutionenanalytisch orientierte Studie von Angst und Scham in stationärer und ambulanter Altenpflege[Anm. 3]
- Jeff Greenberg, Peter Helm, Molly Maxfield, Jeff Schimel: How Our Mortal Fate Contributes to Ageism: A Terror Management Perspective. In: Todd D. Nelson (Hrsg.): Ageism: Stereotyping and Prejudice Against Older Persons. MIT Press, 2017 (2. Auflage), ISBN 0-262-53340-5, S. 105–132.
↳ Diskussion von Altersangst als Ursache von Ageism im Rahmen der Terror-Management-Theorie
- Eva-Marie Kessler, Reinhard Lindner (Hrsg.): Altersangst. In: Psychotherapie im Alter, 2018, Jahrgang 15, Heft 2, ISSN 1613-2637.
↳ themenfokussierte Ausgabe der Fachzeitschrift Psychotherapie im Alter

### Sachbücher und öffentliche Debatte
- Hilmar Hoffmann (Hrsg.): Jugendwahn und Altersangst. Athenäum Verlag, Frankfurt am Main 1988, ISBN 3-610-08479-0.
↳ Publikation im Anschluss an die Römerberggespräche 1987 mit philosophischen und sozialpolitischen Debattenbeiträgen[Anm. 4]
- Peter Christian Hall (Hrsg.): Jugendwahn und Altersängste? Kommunikation in der Zielgruppengesellschaft. 31. Mainzer Tage der Fernseh-Kritik 1998. Zweites Deutsches Fernsehen, Mainz 1999, ISBN 3-930610-36-4. 
↳ Publikation im Anschluss an die Mainzer Tage der Fernsehkritik 1998 mit medienpolitischen Debattenbeiträgen
- Herrad Schenk: Der Altersangst-Komplex: Auf dem Weg zu einem neuen Selbstbewusstsein. C. H. Beck, München 2005, ISBN 3-406-53522-4.
↳ Sachbuch zur gesellschaftlichen Bedeutung der Altersangst[Anm. 5]

### Belletristik
- Gabriel García Márquez: El amor en los tiempos del cólera. Penguin Random House, 1985 [spanisches Original]
- Gabriel García Márquez: Die Liebe in den Zeiten der Cholera. Fischer, 2019, ISBN 3-596-90708-X [deutsche Übersetzung]
↳ Roman mit Altersangst als zentralem Motiv[Anm. 6]